# Beux

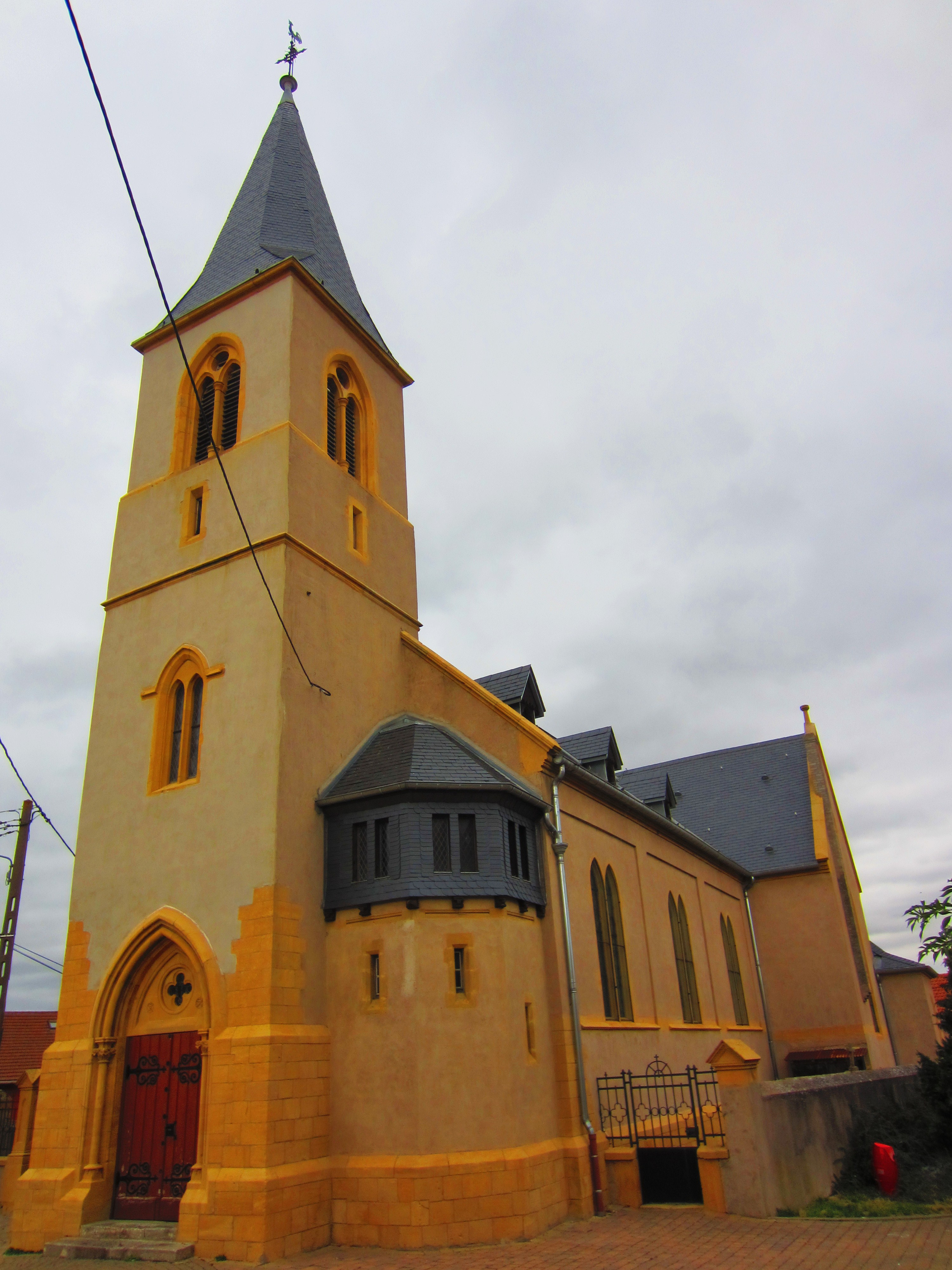
Kirche St. Gorgon

Beux ist eine französische Gemeinde mit 297 Einwohnern (Stand 1. Januar 2022) im Département Moselle in der Region Grand Est (bis 2015 Lothringen). Sie gehört zum Arrondissement Metz.

## Geographie
Die Gemeinde Beux liegt in Lothringen, etwa 15 Kilometer südöstlich von Metz, zehn Kilometer südlich von Pange und sechs Kilometer westlich von Rémilly, am Bach Aube, auf einer Höhe zwischen 223 und 315 m über dem Meeresspiegel. Das Gemeindegebiet umfasst 5,02 km².
Das kleine Dorf besteht aus den Ortsteilen Beux (früher auch Beux-Basse) und dem etwas nordwestlich gelegenen Weiler Beux-Haute.

## Geschichte
Der Ort wurde 1277 als Bu erwähnt. Das Dorf entstand erst nach 1400 aus zwei Höfen und gehörte zum Bistum Metz.
Durch den Frankfurter Frieden vom 10. Mai 1871 kam die Region an das deutsche Reichsland Elsaß-Lothringen, und das Dorf wurde dem Landkreis Metz im Bezirk Lothringen zugeordnet. Die Dorfbewohner betrieben Getreide- und etwas Weinbau sowie Viehzucht.
Nach dem Ersten Weltkrieg musste die Region aufgrund der Bestimmungen des Versailler Vertrags 1919 an Frankreich abgetreten werden. Im Zweiten Weltkrieg war die Region von der deutschen Wehrmacht besetzt.
Die beiden Ortsteile trugen von 1915 bis 1918 und von 1940 bis 1944 die eingedeutschten Namen Niederbö und Oberbö, wobei Niederbö der amtliche Name der Gesamtgemeinde war.

### Demographie
| Anzahl Einwohner seit Ende des Zweiten WeLtkriegs | Anzahl Einwohner seit Ende des Zweiten WeLtkriegs | Anzahl Einwohner seit Ende des Zweiten WeLtkriegs | Anzahl Einwohner seit Ende des Zweiten WeLtkriegs | Anzahl Einwohner seit Ende des Zweiten WeLtkriegs | Anzahl Einwohner seit Ende des Zweiten WeLtkriegs | Anzahl Einwohner seit Ende des Zweiten WeLtkriegs | Anzahl Einwohner seit Ende des Zweiten WeLtkriegs | Anzahl Einwohner seit Ende des Zweiten WeLtkriegs |
| ------------------------------------------------- | ------------------------------------------------- | ------------------------------------------------- | ------------------------------------------------- | ------------------------------------------------- | ------------------------------------------------- | ------------------------------------------------- | ------------------------------------------------- | ------------------------------------------------- |
| Jahr                                              | 1962                                              | 1968                                              | 1975                                              | 1982                                              | 1990                                              | 1999                                              | 2007                                              | 2019                                              |
| Einwohner                                         | 151                                               | 119                                               | 142                                               | 193                                               | 207                                               | 212                                               | 236                                               | 293                                               |

## Wappen
Blasonierung: „In Gold und Silber gespalten, vorn drei blaue Schräglinksbalken und hinten drei rechte rote Schrägbalken.“